# The Busker
The Busker är ett maltesiskt indiepopband, bildat 2012. Bandet består av tre medlemmar; David "Dav.Jr" Meilak (född 1994), Jean Paul Borg (född 1993) och Sean Meachen (född 1993). De representerade Malta i Eurovision Song Contest 2023 med låten "Dance (Our Own Party)".

## Karriär
The Busker bildades i oktober 2012 av sångaren och gitarristen Dario Genovese och slagverkaren Jean Paul Borg. Bandet började med gatuartisteri i Malta, därav bandets namn från engelskans "busking". Inte långt efter började de lägga upp covers på YouTube och två år senare anslöt basisten och keyboardisten David Grech och saxofonisten Sean Meachen. Bandets debutalbum, "Telegram", släpptes 2017 och ett annat album släpptes följande år, med titeln "Ladies and Gentlemen". Genovese och Grech lämnade så småningom gruppen, och kort därefter gick Meilak med och blev bandets sångare och frontman.
I november 2022 bekräftades bandet vara bland de 40 deltagarna i Malta Eurovision Song Contest, där vinnaren skulle få representera Malta i Eurovision Song Contest 2023 i Liverpool. Bandet gick först vidare från sin kvartsfinal och även semifinalen. I finalen, den 11 februari 2023, vann bandet med låten "Dance (Our Own Party)" som blev Maltas bidrag till Eurovision Song Contest 2023. De tävlade i den första semifinalen, men misslyckades med att nå finalen.
Efter tävlingen har bandet uppträtt på bland annat maltesiska "Love Island", U19-Europamästerskapet i fotboll 2023 och EuroPride i Valletta med andra Eurovision-artister som Conchita Wurst, The Roop och Katrina and the Waves.